# Белая обезьяна
Белая обезьяна — термин, используемый в Китае для обозначения белых иностранцев и иммигрантов, которых нанимают в качестве актёров или моделей в местной рекламе по признаку их расовой принадлежности. Наличие белых актёров в рекламе повышает в глазах местных китайцев статусность и мнимое качество рекламируемого продукта. Соответственно белые люди, выступающие в качестве актёров в рекламе называются «белыми обезьянами» или «белыми лицами». От таких актёров не требуются актёрские навыки, базовое знание китайского является достаточным. Данный феномен рассматривается, как часть рекламной, модной или кино индустрии в Китае и ряде других азиатских стран, где модно «брать в аренду» белых моделей или актёров.

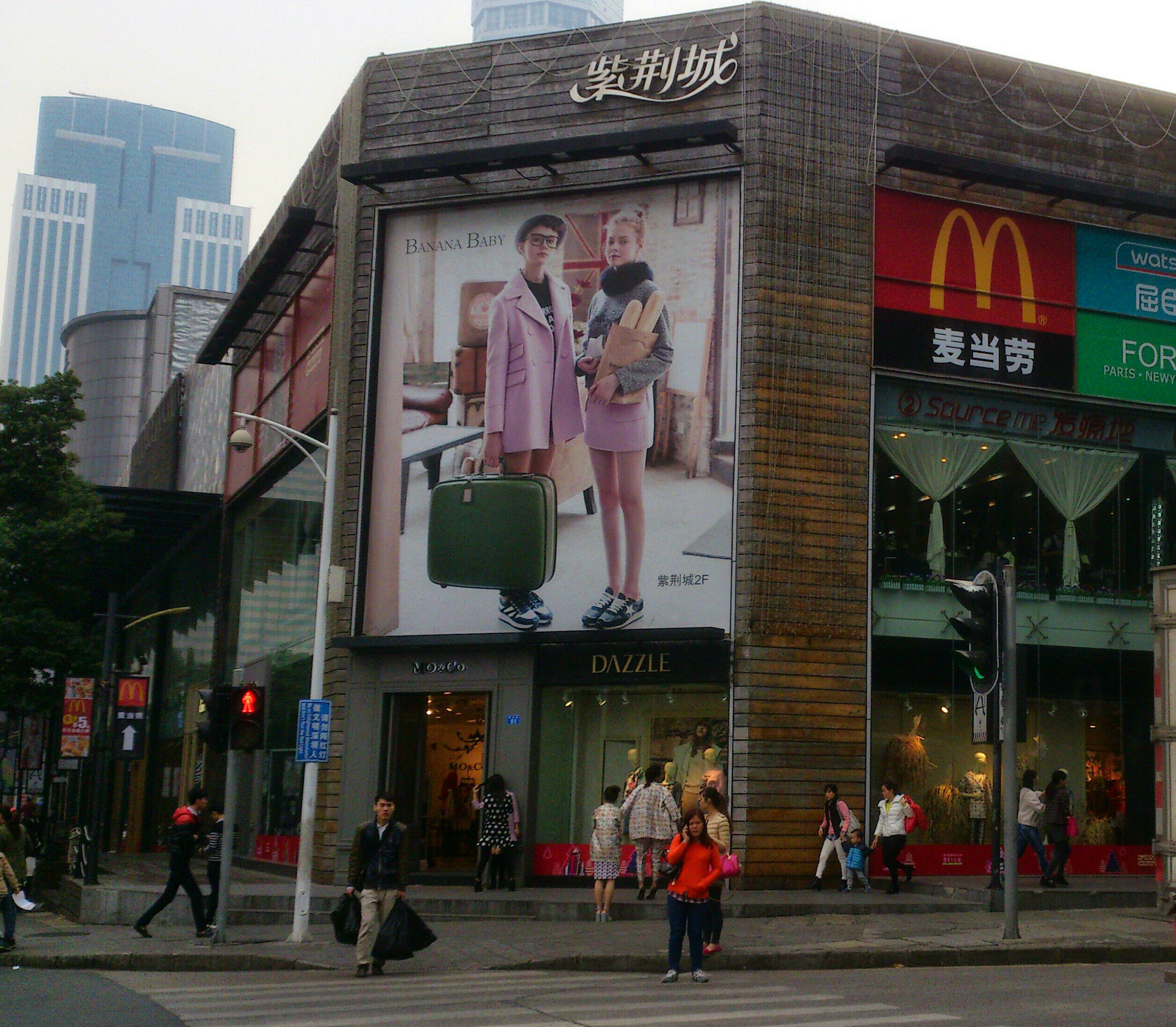
Пример китайской рекламы с белыми моделями

Важнейшим качеством «белых обезьян» выступает их внешность. В идеале они должны быть красивыми, высокими, блондинами и голубоглазыми. Внешние признаки, типичные для китайцев, такие как узкие карие глаза, тёмные волосы, считаются наоборот неприемлемыми. Женские модели должны обладать мягкими и округлыми чертами лица, а острые черты считаются отторгающими. Модели-мужчины желательно должны обладать развитой мускулатурой. Минимальная зарплата за одноразовое участие такой модели — чуть более 100 долларов. Но если модель обладает сексуальной фигурой (например женщина в бикини или мужчина топлесс), оклад повышается, если модель может танцевать и петь — зарплата становится ещё выше.
«Белые обезьяны» — это определение, придуманное самими белыми актёрами в индустрии, где они фактически выступают живыми экспонатами. Некоторые люди, участвовавшие в качестве моделей замечали, что ощущали себя, как животные в зоопарке, так как китайцы одаривали их вниманием исключительно из-за внешности и иной расовой принадлежности.
Зачастую такие «актёры» работают нелегально, они могут быть студентами, изучающими язык и перебиваются случайными заработками. В других случаях это могут быть туристы, к которым подошли местные предприниматели и предложили за заманчивую цену принять участие в съёмках местной рекламы. По состоянию на конец 2010-х годов данный феномен уже шёл на спад, так как всё больше китайских фирм сотрудничают с иностранными компаниями и соответственно не нуждаются в привлечении белых актёров. Также против «белых обезьян» активную борьбу ведёт китайское правительство и депортирует этих людей из страны. В данной индустрии всё реже задействованы люди из США или других европейских стран из-за возрастающих рисков и понижения запросов, однако в этой индустрии всё чаще принимают участие актёры из России и Украины, которые помимо участия в рекламах, работают в качестве музыкантов или танцоров в местных клубах или шоу. Модель из восточной Европы могут выдавать за приезжего из США или западной Европы.
«Белые обезьяны» задействованы как правило в рекламе и маркетинге. Они выступают статистами, мнимыми партнёрами людей, занимающихся рекламой конкретной продукции, выдают себя за авторитетных деятелей, продвигающих конкретный бренд или компанию. В некоторых случаях белый актёр выдаёт себя за основателя или одного из руководителей компании. Во время строительного бума в 2000-е года, местные строительные компании привлекали белых актёров в качестве мнимых сотрудников компании, которые проводили церемония открытия новых зданий или объектов инфраструктуры. Также такие актёры могли изображать архитекторов, которые рекламировали новые проекты и завлекали потенциальных покупателей.
Белых моделей также могли использовать, как украшения на частных вечеринках, в этом случае их могли облачать в их национальные костюмы или требовать от них выполнять некоторые действия, как в ролевых играх. Такие сцены сравнивались человеческими зоопарками чернокожих, существующих в Европе на рубеже XIX—XX веков
Практика привлечения белых актёров не так популярна в крупных городах, где могут жить крупные иностранные диаспоры и располагаются китайские компании, добившиеся международной известности. Однако она по прежнему популярна в небольших городских центрах и сельских районах, особенно там, где население активно развивает бизнес, а местные предприниматели стремятся внушить местному населению своё международное присутствие.
Феномен «белых обезьян» привёл к тому, что китайцы склонны предвзято относится к белым мигрантам, не работающим «белыми обезьянами» и чей профессионализм часто подвергается сомнению и их подозревают в шарлатанстве и паразитировании на феномене «чун ян мэй вай» (崇洋媚外) — раболепном почитании всего западного среди многих китайцев.